# Rally van Griekenland 2012
De Rally van Griekenland 2012, formeel 58th Acropolis Rally, was de 58e editie van de Rally van Griekenland en de zesde ronde van het wereldkampioenschap rally in 2012. Het was de 499e rally in het wereldkampioenschap rally die georganiseerd wordt door de Fédération Internationale de l'Automobile (FIA). De start en finish was in Loutraki.

## Programma
| Etappe | Datum                          | Klassementsproeven | Competitieve afstand |
| ------ | ------------------------------ | ------------------ | -------------------- |
| 1      | Donderdag 24 en vrijdag 25 mei | 9                  | 194,36 kilometer     |
| 2      | Zaterdag 26 mei                | 8                  | 149,56 kilometer     |
| 3      | Zondag 27 mei                  | 5                  | 65,55 kilometer      |
|        |                                |                    |                      |
| Totaal | Totaal                         | 22                 | 409,47 kilometer     |

## Resultaten
| Algemene top tien | Algemene top tien | Algemene top tien    | Algemene top tien             | Algemene top tien | Algemene top tien | Algemene top tien | Algemene top tien |
| Pos.              | #                 | Rijder               | Auto                          | Gr/kl             | Tijd              | Eerste            | Punten            |
| Pos.              | #                 | Navigator            | Inschrijving                  | C                 | Straftijd         | Vorige            | Punten            |
| ----------------- | ----------------- | -------------------- | ----------------------------- | ----------------- | ----------------- | ----------------- | ----------------- |
| 1.                | 1                 | Sébastien Loeb       | Citroën DS3 WRC               | WRC               | 4:42:03,3         | 0:00              | 25 + 3            |
| 1.                | 1                 | Daniel Elena         | Citroën Total WRT             | C                 |                   | =                 | 25 + 3            |
| 2.                | 2                 | Mikko Hirvonen       | Citroën DS3 WRC               | WRC               | 4:42:43,3         | + 40,0            | 18 + 1            |
| 2.                | 2                 | Jarmo Lehtinen       | Citroën Total WRT             | C                 |                   | + 40,0            | 18 + 1            |
| 3.                | 3                 | Jari-Matti Latvala   | Ford Fiesta RS WRC            | WRC               | 4:45:08,1         | + 3:04,8          | 15 + 2            |
| 3.                | 3                 | Miikka Anttila       | Ford World Rally Team         | C                 |                   | + 2:24,8          | 15 + 2            |
| 4.                | 10                | Mads Østberg         | Ford Fiesta RS WRC            | WRC               | 4:48:19,7         | + 6:16,4          | 12                |
| 4.                | 10                | Jonas Andersson      | Adapta World Rally Team       | C                 |                   | + 3:11,6          | 12                |
| 5.                | 21                | Martin Prokop        | Ford Fiesta RS WRC            | WRC               | 4:49:49,8         | + 7:46,5          | 10                |
| 5.                | 21                | Zdeněk Hrůza         | Czech Ford National Team      | C                 |                   | + 1:30,1          | 10                |
| 6.                | 8                 | Thierry Neuville     | Citroën DS3 WRC               | WRC               | 4:51:44,7         | + 9:41,4          | 8                 |
| 6.                | 8                 | Nicolas Gilsoul      | Citroën Junior WRT            | C                 |                   | + 1:54,9          | 8                 |
| 7.                | 15                | Sébastien Ogier      | Škoda Fabia S2000             | 2                 | 4:55:03,2         | + 12:59,9         | 6                 |
| 7.                | 15                | Julien Ingrassia     | Volkswagen Motorsport         | 2                 |                   | + 3:18,5          | 6                 |
| 8.                | 55                | Yazeed Al-Rajhi      | Ford Fiesta RRC               | 2                 | 5:02:15,5         | + 20:12,2         | 4                 |
| 8.                | 55                | Michael Orr          | Yazeed Racing                 | 2                 |                   | + 7:12,3          | 4                 |
| 9.                | 5                 | Ott Tänak            | Ford Fiesta RS WRC            | WRC               | 5:05:22,2         | + 23:18,9         | 2                 |
| 9.                | 5                 | Kuldar Sikk          | M-Sport Ford World Rally Team | C                 |                   | + 3:06,7          | 2                 |
| 10.               | 52                | Abdulaziz Al-Kuwari  | Mini John Cooper Works WRC    | WRC               | 5:10:43,8         | + 28:40,5         | 1                 |
| 10.               | 52                | Nicola Arena         | Seashore Qatar Rally Team     | WRC               |                   | + 5:21,6          | 1                 |
| DNF top tien      |                   |                      |                               |                   |                   |                   |                   |
| Pos.              | #                 | Rijder               | Auto                          | Gr/kl             | KP                | Reden             | Reden             |
| Pos.              | #                 | Navigator            | Inschrijving                  | C                 | KP                | Reden             | Reden             |
| DNF               | 4                 | Petter Solberg       | Ford Fiesta RS WRC            | WRC               | 18                | Wiel afgebroken   | Wiel afgebroken   |
| DNF               | 4                 | Chris Patterson      | Ford World Rally Team         | C                 | 18                | Wiel afgebroken   | Wiel afgebroken   |
| DNF               | 6                 | Jevgeni Novikov      | Ford Fiesta RS WRC            | WRC               | 18                | Motor             | Motor             |
| DNF               | 6                 | Denis Giraudet       | M-Sport Ford World Rally Team | C                 | 18                | Motor             | Motor             |
| DNF               | 7                 | Nasser Al-Attiyah    | Citroën DS3 WRC               | WRC               | 18                | Ongeluk           | Ongeluk           |
| DNF               | 7                 | Giovanni Bernacchini | Qatar World Rally Team        | C                 | 18                | Ongeluk           | Ongeluk           |
| DNF               | 9                 | Daniel Oliveira      | Ford Fiesta RS WRC            | WRC               | 18                | Onbekend          | Onbekend          |
| DNF               | 9                 | Carlos Magalhães     | Brazil World Rally Team       | C                 | 18                | Onbekend          | Onbekend          |
| DNF               | 23                | Andreas Mikkelsen    | Škoda Fabia S2000             | 2                 | 19                | Wielophanging     | Wielophanging     |
| DNF               | 23                | Ola Fløene           | Volkswagen Motorsport         | 2                 | 19                | Wielophanging     | Wielophanging     |
| DNF               | 32                | Nicolás Fuchs        | Subaru Impreza STi            | 3                 | 21                | Wielophanging     | Wielophanging     |
| DNF               | 32                | Fernando Mussano     | Nicolás Fuchs                 | 3                 | 21                | Wielophanging     | Wielophanging     |
| DNF               | 33                | Marcos Ligato        | Subaru Impreza STi            | 3                 | 3                 | Motor             | Motor             |
| DNF               | 33                | Rubén García         | Marcos Ligato                 | 3                 | 3                 | Motor             | Motor             |
| DNF               | 40                | Gianluca Linari      | Subaru Impreza STi            | 3                 | 18                | Mechanisch        | Mechanisch        |
| DNF               | 40                | Monica Fortunato     | Gianluca Linari               | 3                 | 18                | Mechanisch        | Mechanisch        |
| DNF               | 41                | Aleksej Kikireshko   | Mitsubishi Lancer Evo IX      | 3                 | 6                 | Ongeluk           | Ongeluk           |
| DNF               | 41                | Pavlo Cherepin       | Mentos Ascania Racing         | 3                 | 6                 | Ongeluk           | Ongeluk           |
| DNF               | 58                | Andis Neikšāns       | Subaru Impreza STi            | 3                 | 20                | Mechanisch        | Mechanisch        |
| DNF               | 58                | Peteris Dzirkals     | Andis Neikšāns                | 3                 | 20                | Mechanisch        | Mechanisch        |

| PWRC top drie        | PWRC top drie   | PWRC top drie |
| Pos.                 | Rijder          | Pnt.          |
| -------------------- | --------------- | ------------- |
| 1                    | Valeriy Gorban  | 25            |
| 2                    | Subhan Aksa     | 18            |
| 3                    | Ricardo Triviño | 15            |
| WRC Academy top drie |                 |               |
| Pos.                 | Rijder          | Pnt.          |
| 1                    | Elfyn Evans     | 25            |
| 2                    | Alastair Fisher | 18            |
| 3                    | Brendan Reeves  | 15            |

## Statistieken

#### Klassementsproeven
| Etappe | Datum  | KP | Starttijd | Naam                            | Lengte    | Snelste rijder     | Tijd    | Gem. snelheid | Rallyleider        |
| ------ | ------ | -- | --------- | ------------------------------- | --------- | ------------------ | ------- | ------------- | ------------------ |
| 1      | 24 mei | 1  | 18:28     | Kineta                          | 25,24 km  | Jari-Matti Latvala | 17:38,0 | 85,88 km/u    | Jari-Matti Latvala |
| 1      | 25 mei | 2  | 6:53      | Aghia Marina                    | 13,80 km  | Jari-Matti Latvala | 9:38,7  | 85,85 km/u    | Jari-Matti Latvala |
| 1      | 25 mei | 3  | 8:31      | Thiva 1                         | 23,60 km  | Jari-Matti Latvala | 16:06,3 | 87,92 km/u    | Jari-Matti Latvala |
| 1      | 25 mei | 4  | 10:20     | Elikonas 1                      | 19,89 km  | Petter Solberg     | 14:05,9 | 84,65 km/u    | Sébastien Loeb     |
| 1      | 25 mei | 5  | 12:25     | Bauxites 1                      | 23,17 km  | Mikko Hirvonen     | 14:08,9 | 98,26 km/u    | Sébastien Loeb     |
| 1      | 25 mei | 6  | 13:19     | Drossohori                      | 22,00 km  | Sébastien Loeb     | 18:13,4 | 72,43 km/u    | Sébastien Loeb     |
| 1      | 25 mei | 7  | 15:22     | Bauxites 2                      | 23,17 km  | Jari-Matti Latvala | 13:48,9 | 100,63 km/u   | Sébastien Loeb     |
| 1      | 25 mei | 8  | 17:05     | Elikonas 2                      | 19,89 km  | Petter Solberg     | 13:42,1 | 87,10 km/u    | Sébastien Loeb     |
| 1      | 25 mei | 9  | 18:50     | Thiva 2                         | 23,60 km  | Jari-Matti Latvala | 16:20,3 | 86,67 km/u    | Sébastien Loeb     |
|        |        |    |           |                                 |           |                    |         |               | Sébastien Loeb     |
| 2      | 26 mei | 10 | 8:38      | Klenia Mycenae 1                | 17,41 km  | Sébastien Loeb     | 11:24,2 | 91,60 km/u    | Sébastien Loeb     |
| 2      | 26 mei | 11 | 9:45      | Ghymno 1                        | 17,61 km  | Jari-Matti Latvala | 12:38,0 | 83,64 km/u    | Sébastien Loeb     |
| 2      | 26 mei | 12 | 10:40     | Kefalari 1                      | 18,40 km  | Jari-Matti Latvala | 13:18,8 | 82,92 km/u    | Sébastien Loeb     |
| 2      | 26 mei | 13 | 12:06     | Ziria 1                         | 21,36 km  | Sébastien Loeb     | 13:02,9 | 98,22 km/u    | Sébastien Loeb     |
| 2      | 26 mei | 14 | 15:17     | Klenia Mycenae 2                | 17,41 km  | Sébastien Loeb     | 11:15,8 | 92,74 km/u    | Sébastien Loeb     |
| 2      | 26 mei | 15 | 16:24     | Ghymno 2                        | 17,61 km  | Petter Solberg     | 12:38,0 | 83,78 km/u    | Sébastien Loeb     |
| 2      | 26 mei | 16 | 17:19     | Kefalari 2                      | 18,40 km  | Petter Solberg     | 14:07,7 | 78,14 km/u    | Sébastien Loeb     |
| 2      | 26 mei | 17 | 18:45     | Ziria 2                         | 21,36 km  | Petter Solberg     | 13:29,3 | 95,02 km/u    | Sébastien Loeb     |
|        |        |    |           |                                 |           |                    |         |               | Sébastien Loeb     |
| 3      | 27 mei | 18 | 8:00      | Aghii Theodori 1                | 19,42 km  | Jari-Matti Latvala | 12:42,0 | 91,75 km/u    | Sébastien Loeb     |
| 3      | 27 mei | 19 | 9:51      | New Pissia 1                    | 11,37 km  | Sébastien Loeb     | 8:13,7  | 82,91 km/u    | Sébastien Loeb     |
| 3      | 27 mei | 20 | 8:00      | Aghii Theodori 2                | 19,42 km  | Jari-Matti Latvala | 12:39,6 | 92,04 km/u    | Sébastien Loeb     |
| 3      | 27 mei | 21 | 9:51      | New Pissia 2                    | 11,37 ;km | Jari-Matti Latvala | 8:09,7  | 83,59 km/u    | Sébastien Loeb     |
| 3      | 27 mei | 22 | 9:51      | New Loutraki - Power Stage (PS) | 3,97 km   | Sébastien Loeb     | 2:21,8  | 100,79 km/u   | Sébastien Loeb     |

| KP overwinningen   | KP overwinningen |
| Rijder             | Aantal           |
| ------------------ | ---------------- |
| Jari-Matti Latvala | 10               |
| Sébastien Loeb     | 6                |
| Petter Solberg     | 5                |
| Mikko Hirvonen     | 1                |

#### Power Stage
- Extra punten werden verdeeld voor de drie beste tijden over de 3,97 kilometer lange Power Stage aan het einde van de rally.

| Pos. | Rijder             | Tijd   | Verschil | Gem. snelheid | Punten |
| ---- | ------------------ | ------ | -------- | ------------- | ------ |
| 1.   | Sébastien Loeb     | 2:21,8 | =        | 100,79 km/u   | 3      |
| 2.   | Jari-Matti Latvala | 2:22,4 | + 0,6    | 100,37 km/u   | 2      |
| 3.   | Mikko Hirvonen     | 2:23,1 | + 1,3    | 99,87 km/u    | 1      |

## Kampioenschap standen

#### Rijders
|   | Pos. | Rijder             | Pnt. |
| - | ---- | ------------------ | ---- |
| = | 1    | Sébastien Loeb     | 119  |
| 1 | 2    | Mikko Hirvonen     | 89   |
| 1 | 3    | Mads Østberg       | 80   |
| 2 | 4    | Petter Solberg     | 73   |
| 1 | 5    | Jari-Matti Latvala | 45   |

#### Constructeurs
|   | Pos. | Constructeur                  | Pnt. |
| - | ---- | ----------------------------- | ---- |
| = | 1    | Citroën Total WRT             | 194  |
| = | 2    | Ford World Rally Team         | 121  |
| = | 3    | M-Sport Ford World Rally Team | 91   |
| 1 | 4    | Citroën Junior WRT            | 42   |
| 1 | 5    | Qatar World Rally Team        | 37   |

- Noot: Enkel de top 5-posities worden in beide standen weergegeven.